# ОШ „Алекса Шантић” Вукосавље
ОШ „Алекса Шантић” је основна школа у Вукосављу. Налази се на адреси Омладинска 3. Име је добила по Алекси Шантићу, српском песнику и академику, родом из Мостара гдје је провео већину живота и пјесничког стваралаштва.

## Историјат
Основна школа "Алекса Шантић" у Јакешу почела је да ради, као осмогодишња школа, 1. септембра 1996. Школски објекат је раније саграђен, али је у ратним дејствима 1992- 1995. знатно оштећен. Реновиран је захваљујући средствима из Норвешке. Године 2000. саниран је и објекат подручне школе у селу Модрички Луг, 2002. саграђена је нова школска зграда у селу Јошава, а 2016. обновљена је подручна школа у селу Гнионица. Школске 2015/2016. ОШ "Алекса Шантић" имала је 332 ученика, 57 наставника, једног вјероучитеља православне и два исламске вјеронауке, а 2021/22. било је 260 ученика, 42 наставника, један вјероучитељ православне и један вјероучитељ исламске вјеронауке. У њеном саставу радиле су петогодишње подручне школе у селима Гнионица, Јошава и Модрички Луг. Поред библиотеке са око 3.000 књига, централна школа има спортску салу и спортске терене.